# Bithiga ardesiaca
Bithiga ardesiaca là một loài bướm đêm trong họ Noctuidae.